# Marty Pasetta
Martin Allen Pasetta (ur. 16 czerwca 1932 w San Jose, zm. 21 maja 2015 w La Quinta
) – amerykański reżyser i producent telewizyjny, najbardziej znany z reżyserowania Oscarów, Grammy oraz AFI Life Achievement Award.
Zginął w wypadku samochodowym.